# Хартиен модел
Хартиените модели (наричани също картонени модели) са обемни мащабни или немащабни копия на реално съществуващи или въображаеми предмети, сгради, машини, животни, като основния материал от който са изработени е хартия или картон. Хартиените модели се изработват чрез сгъване на хартия, било то от цели листи (оригами) или отделни детайли, закрепени един към друг посредством лепило или друг способ. Хартиените модели често се явяват като разновидност на други видове моделизъм. Световната спортна организация по корабомоделизъм и корабомоделен спорт разглежда хартиените модели на кораби като отделен клас в своите правилници. Моделите на самолети, автомобили и друга техника в своето естество са стендови модели. Железопътните моделисти много често използват хартиени модели на сгради в своите макети.

## История
Техниките за изработка на фигурки от хартия се появяват първо в Китай. Пренесени в Япония те получават голяма популярност под името оригами.
Първите хартиени модели в Европа се появяват през 17 век. Първите отпечатани се появяват във Франция около 1800 г. В началото на 20 век се появяват моделите върху картички, станали много популярни през Втората световна война. В годините след това започват да се появяват хартиени модели под формата на списание. Популярността на хартията като материал за моделиране намалява значително с появата на пластмасовите стендови модели.
В България хартиени модели се появяват масово чрез полски и чешки издания. Едни от първите българи, проектирали хартиени модели са Емил Зарков и Лъчезар Драгостинов. Техни модели се появяват на страниците на списание Млад Техник, както и в отделни книжки.

## Детайлност
Хартиените модели варират много по своята детайлност. От опростени кубични форми до плавно извити линии и фино изработени дребни детайли. Често в моделите се влагат лазерно изрязани детайли от картон (конструктивни елементи, вериги, арматурни табла и други), вакуумно формовани прозрачни детайли, фотоецвани елементи или изляти от смоли детайли за постигане на по-висок реализъм. Повечето хартиени модели не търсят функционална на оригналите. Нормално то се изразява до отварящи се люкове, завиващи и въртящи се колела, подвижни аеродинамични елементи по самолетите. Срещат се и модели със запазена много висока степен на функционалност, например парни локомотиви.

## Технология
Хартиените модели в своето естество са обемни фигури, изработени от листове хартия или картон. Моделите могат да бъдат изработени чрез сгъване от цели листи хартия или чрез събирана на изразни от хартия отделни детайли. В Япония изработката на фигури от сгъната хартия се смята за изкуство. В миналото това са били фигури на растения и животни, в съвремието често и на различни видове техника. По същия начин често се изработват летящи модели на самолети. Разпространението на този вид фигури нормално е във вид на инструкции за сгъване.
Съвременните хартиени модели са предварително проектирани предимно със способите на дескриптивната геометрия, чрез изчертаване на ръка или с помощта на различен софтуер. Моделите се разпространяват като подлистници в различни списания, самостоятелни книжки, файлове или китове за сглобяване. Моделите се предлагат предимно цветно отпечатани, но се срещат и такива, които се оцветяват впоследствие или се отпечатват на цветна хартия. Процесът на изработка включва отпечатване на модела от издателя или самия моделист, изрязване на детайлите, подготовка за тяхното сгъване, самото сгъване и лепене (ако е нужно). Много често се извършват ретуширащи и състаряващи дейности по моделите. Срещат се и модели, изработени от машинно изрязани детайли, обикновено чрез щанцоване или с помощта на лазер, които впоследствие се оцветяват.

## Мащаби
Наборът от мащаби използван в хартиените модели е много голям. Те следват тенденциите в останалите видове моделизъм. Варират от 1:1 за модели на оръжия, до много малки за модели на космически тела. Типични предимно хартиени мащаби са 1:33 и 1:100.

### 1:33
Мащабът 1:33 е характерен предимно за хартиените модели. В този мащаб се изработват предимно модели на военна техника. Самолети, танкове, камиони.

### 1:100
Този мащаб получава популярност в бивша Чехословакия. Там се появява серията Минибокс. Първоначално моделите представляват представяне на превозни средства чрез опростени форми от понякога дори само един детайл. Впоследствие детайлността на моделите се увеличава и достига наличието на интериор (например при автомобилите) от стотина отделни детайла.

## Комерсиални и свободни модели
Цените на хартиените модели нормално са по-ниски от тези на аналозите изработени от пластмаса. Въпреки това те варират в големи граници. Разликата в цената обикновено означава по-детайлен модел, по-прецизно проектиране, по-добри текстури върху модела, по-високо качество на печат. Пример за това са новите модели на Халински (Halinski). С появата на интернет започват се разпространяват модели във вид на файлове, някои от които безплатни.
Съществува и проблем със спазването на авторските права. За разлика от повечето други видове моделизъм, тук разпространението на пиратски копия е много лесно. Аспектите на неспазването на авторските права тук са много.